# Félix Potvin
Félix Potvin (* 23. Juni 1971 in Anjou, Québec) ist ein ehemaliger kanadischer Eishockeytorwart, der für die Toronto Maple Leafs, New York Islanders, Vancouver Canucks, Los Angeles Kings und Boston Bruins in der National Hockey League aktiv war. Zurzeit ist er als Assistenztrainer der Nachwuchsmannschaft Cantonniers de Magog tätig.

## Karriere
Félix Potvin begann seine Karriere 1988 in der kanadischen Juniorenliga QMJHL bei den Chicoutimi Sagueneens. In seinen ersten zwei Jahren war er bereits Stammtorhüter des Teams, doch er konnte noch keine herausragenden Leistungen bringen. Im NHL Entry Draft 1990 wählten ihn die Toronto Maple Leafs in der zweiten Runde an Position 31 aus. In der Saison 1990/91 hatte er dann sein bestes Jahr in der QMJHL. Die Sagueneens holten die Meisterschaft und qualifizierten sich somit für die Finalrunde um den Memorial Cup, die wichtigste kanadische Eishockeytrophäe im Nachwuchsbereich der Spieler unter 21 Jahren.
Die Sagueneens konnten den Pokal aber nicht gewinnen, doch Potvin wurde mit Auszeichnungen überhäuft. Von der QMJHL erhielt er die Trophée Jacques Plante als bester Torhüter und die Trophée Guy Lafleur als MVP der Playoffs. Hinzu kam die Auszeichnung als bester Torhüter der Memorial-Cup-Finalrunde sowie die Auszeichnungen als bester Torhüter der CHL.
In der Saison 1991/92 wechselte er zu den Profis und spielte hauptsächliche bei den St. John’s Maple Leafs, dem Farmteam von Toronto in der AHL. Er kam aber auch zu vier Einsätzen in der NHL, drei Mal durfte er von Beginn an spielen. Er konnte keines der Spiele gewinnen, brachte trotzdem sehr gute Leistungen und hatte eine Fangquote von 93,3 Prozent. Die AHL zeichnete ihn am Ende der Saison mit dem Aldege „Baz“ Bastien Memorial Award als bester Torhüter und mit dem Dudley „Red“ Garrett Memorial Award als bester Rookie der Saison.
Bereits in der Saison 1992/93 hatte sich Potvin als Stammtorhüter bei den Toronto Maple Leafs durchgesetzt und hatte damit Routinier und mehrfachen Stanley-Cup-Gewinner Grant Fuhr verdrängt, der an die Buffalo Sabres abgegeben wurde. Mit den Maple Leafs konnte er bis in das Conference-Finale einziehen, wo sie sich in einer umkämpften Serie erst nach dem siebten Spiel geschlagen geben mussten. Potvin gehörte nach der Saison zu den Nominierten für die Calder Memorial Trophy für den besten Rookie der NHL.
In der Saison 1993/94 spielte Potvin erstmals mehr als 60 Spiele und konnte insgesamt 34 Siege feiern. Hinzu kam seine erste Teilnahme am NHL All-Star Game. In den Playoffs konnte er ebenfalls glänzen. In der ersten Runde trafen die Maple Leafs auf die Chicago Blackhawks und konnten die Runde mit 4-2 gewinnen. Potvin war dabei der wichtigste Spieler des Teams, da die Maple Leafs drei ihrer vier Spiele nur mit 1-0 gewinnen konnten und er drei Shutouts schaffte. Erneut zog er mit Toronto bis ins Conference-Finale ein, scheiterte aber erneut. 1995 und 1996 kamen die Maple Leafs nicht über die erste Runde der Playoffs hinaus. 1997 und 1998 konnten sie sich gar nicht qualifizieren.
Im Sommer 1998 verpflichteten die Maple Leafs mit Curtis Joseph einen neuen Torhüter und Potvin fand sich zu Beginn der Saison nur noch als Back-up-Goalie wieder und spielte nur fünf Spiele in den ersten drei Monaten der Saison. Im Januar 1999 wurde er zu den New York Islanders transferiert, doch nach nur einem Monat zog er sich eine Knieverletzung zu und konnte danach nur noch vier Spiele absolvieren.
Im August 1999 unterschrieb er bei den Islanders einen neuen Ein-Jahres-Vertrag über 2,7 Millionen US-Dollar und er ging als Nummer eins in die Saison, doch bereits im Dezember wurde er zu den Vancouver Canucks transferiert. Aber auch dort blieb er nur ein Jahr, da er im Januar 2001 in einem Transfergeschäft zu den Los Angeles Kings geschickt wurde. Potvin, der in den vergangenen Jahren nicht mehr an die hervorragenden Leistungen aus seiner Anfangszeit heranreichen konnte, kehrte in Los Angeles endlich wieder zu alter Klasse zurück. Für die Kings absolvierte er in der restlichen Saison 23 Spiele, von denen er 13 gewinnen konnte. Er hatte am Ende der Saison einen Gegentorschnitt von 1,96 und hatte in der kurzen Zeit fünf Shutouts geschafft und die Kings in die Playoffs geführt.
In der Saison 2001/02 absolvierte er 71 Spiele und war die unumstrittene Nummer eins in Los Angeles. In der folgenden Saison teilte sich Potvin die Spielzeit mit Jamie Storr und kam am Ende auf 42 Spiele. Die Playoffs hatten sie verpasst.
Im September 2003 erhielt Potvin einen Vertrag bei den Boston Bruins. Dort wurde er Back-up-Goalie des 23-jährigen Andrew Raycroft, der am Ende der Saison als bester Neuprofi ausgezeichnet wurde. Nach dem Lockout und dem Ausfall der NHL-Saison 2004/05 hatte Potvin keinen Vertrag und gab aber auch nicht sein Karriereende bekannt.
Mittlerweile ist Potvin als Assistenztrainer für die Torhüter der Juniorenmannschaft Cantonniers de Magog aus der kanadischen Provinz Québec zuständig.

## Erfolge und Auszeichnungen
| - 1990 LHJMQ Second All-Star-Team - 1991 Coupe-du-Président-Gewinn mit den Chicoutimi Saguenéens - 1991 Trophée Jacques Plante - 1991 Trophée Guy Lafleur - 1991 Defensiver QMJHL-Spieler des Jahres - 1991 LHJMQ First All-Star-Team - 1991 Hap Emms Memorial Trophy - 1991 Memorial Cup All-Star-Team - 1991 CHL Goaltender of the Year | - 1992 Aldege „Baz“ Bastien Memorial Award - 1992 Dudley „Red“ Garrett Memorial Award - 1992 AHL First All-Star Team - 1993 NHL-Rookie des Monats Februar - 1993 NHL All-Rookie Team - 1993 NHL-Spieler des Monats Oktober - 1994 Teilnahme am NHL All-Star Game - 1996 Teilnahme am NHL All-Star Game |

### International
- 1991 Goldmedaille bei der Junioren-Weltmeisterschaft